# Norfolkline

Die Fähre Maersk Dover der Norfolkline auf dem Weg von Dover nach Dünkirchen

Die Norfolkline war eine Transportgesellschaft, die Passagier-Fährentransporte und logistische Transporte anbot, und einer der größten Fährbetreiber Großbritanniens. 
Norfolkline wurde am 18. Dezember 2009 vom bisherigen Eigentümer A. P. Møller-Mærsk an die ebenfalls dänische DFDS-Gruppe verkauft. Der Verkauf wurde am 17. Juni 2010 von den EU-Behörden genehmigt.
Seit dem 13. Juli 2010 erfolgt die Integration von Norfolkline in die DFDS-Gruppe; der Integrationsprozess wurde 2012 abgeschlossen. Im Zuge der Integration beider Unternehmen fiel auch die Marke Norfolkline weg, die Schiffslinien werden jetzt als DFDS Seaways und die Frachtdienste an Land als DFDS Logistics vermarktet. 
Zusätzlich zu den Passagier-Fährverbindungen, die auch für den Frachttransport gebucht werden können, bedient Norfolkline auch reine Frachtverbindungen zwischen Großbritannien und Irland, den Niederlanden und Dänemark. Das Unternehmen hat Anlaufstellen in ganz Europa und nutzt für Logistikleistungen die Transportwege von Eisenbahn, Straßenfernverkehr und Schiffen.  
Im Jahr 2008 überraschte Norfolkline mit der Nachricht, ab Frühjahr 2009 die ehemals von der griechischen Reederei Superfast Ferries betriebene Fährverbindung zwischen dem belgischen Zeebrugge und dem ostschottischen Rosyth wieder aufnehmen zu wollen. Superfast Ferries hatte diese Route aus wirtschaftlichen Gründen zuvor eingestellt. Vom Frühjahr 2009 an bediente Norfolkline die einzige direkte Fährverbindung zwischen Schottland und dem europäischen Festland. Die Route wurde 2010 allerdings wieder eingestellt. Jetzt verkehren die Fähren täglich zwischen Amsterdam und Newcastle upon Tyne in Nordengland, unweit der Grenze zu Schottland.
Das Unternehmen besaß 18 Transportschiffe, die auf neun Routen eingesetzt wurden. Es hatte etwa 2000 Mitarbeiter in 35 Niederlassungen in 13 Ländern. 